# I'm Feeling You
I'm Feeling You è un brano musicale di Carlos Santana, cantato da Michelle Branch e Jessica Harp per l'album di Santana del 2005 All That I Am. La canzone è stata scritta dalla Branch, Kara DioGuardi e John Shanks. Michelle Branch e Jessica Harp sono le componenti del gruppo The Wreckers.
Il video mostra la Branch e Carlos Santana cantano su un palco durante un party, mentre Jessica Harp canta sullo sfondo.
Si tratta della seconda collaborazione fra Santana e la Branch dopo The Game of Love del 2002. Il singolo raggiunge solo la posizione numero 45 della Billboard Hot 100 ma ottiene migliori risultati nella Billboard Adult Contemporary dove raggiunge la quinta posizione, e nella Hot Adult Contemporary dove invece raggiunge la sesta. Inoltre il brano ha raggiunto la vetta della classifica in Indonesia.